# Frísia (província)

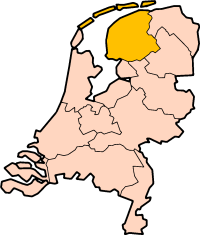
Localização da Frísia nos Países Baixos

Bandeira da Frísia

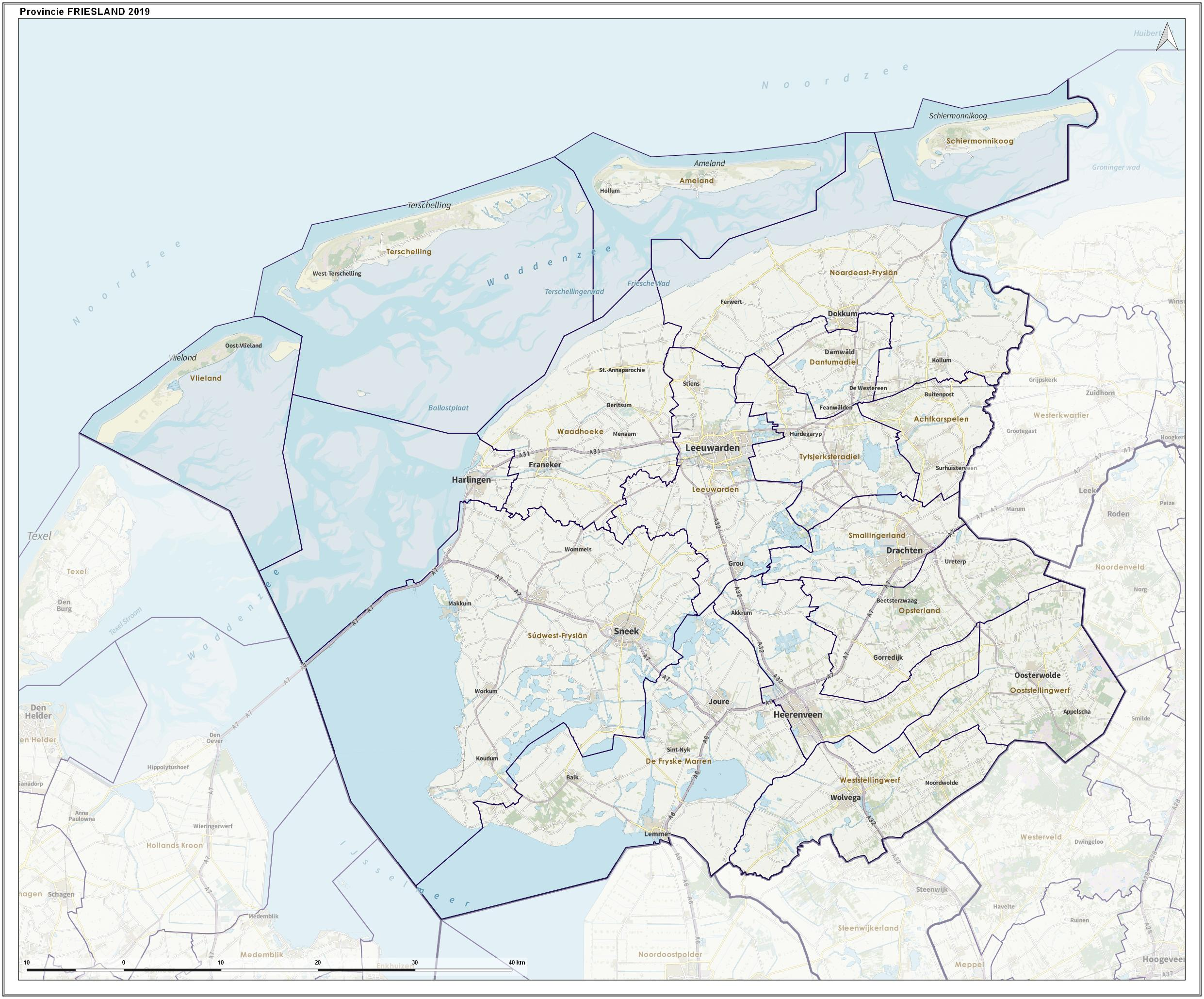
Frísia

A Frísia (em neerlandês Friesland; em frísio Fryslân) é uma província ao norte dos Países Baixos.
Tem uma língua própria, o frísio, que apresenta considerável proximidade com o inglês: inclusive há um ditado que prega que "Como o leite é para o queijo, são os ingleses para os frísios". Outra versão desse ditado é "Bûter, brea, en griene tsiis; wa't dat net sizze kin, is gjin oprjochte Fries", muito similar à versão inglesa que significa "Manteiga, pão e queijo verde: se não consegue dizer isso, você não é um verdadeiro frísio" (esse era um xibolete usado pelo herói frísio Pier Gerlofs Donia para distinguir, entre seus prisioneiros, quem era da Frísia e quem era alemão ou neerlandês).
Até o final de 1996, a província era conhecida como Friesland, mas em 1997 o frísio Fryslân foi adotado oficialmente.

## Cidades
- Leeuwarden (frísio: Ljouwert)
- Sneek (Snits)
- IJlst (Drylts)
- Sloten (Sleat)
- Stavoren (Starum)
- Hindeloopen (Hylpen)
- Workum (Warkum)
- Bolsward (Boalsert)
- Harlingen (Harns)
- Franeker (Frjentsjer)
- Dokkum (Dokkum)
- Heerenveen (It Hearrenfean)

## Municípios (18)
- Achtkarspelen
- Ameland
- Dantumadiel
- De Fryske Marren
- Harlingen
- Heerenveen
- Leeuwarden
- Noardeast-Fryslân
- Ooststellingwerf
- Opsterland
- Schiermonnikoog
- Smallingerland
- Súdwest-Fryslân
- Terschelling
- Tytsjerksteradiel
- Vlieland
- Waadhoeke
- Weststellingwerf

## Demografia
Em 2020, a Frísia tinha uma população de 649.944 e uma densidade populacional de 196/km2 (510/sq mi). Os anos 1880-1900 mostram um crescimento populacional mais lento devido a uma crise agrícola durante a qual cerca de 20 000 frísios emigraram para os Estados Unidos.
| Ano  | População |
| ---- | --------- |
| 1714 | 129 243   |
| 1748 | 135 195   |
| 1796 | 161 513   |
| 1811 | 175 366   |
| 1830 | 204 909   |
| 1840 | 227 859   |
| 1850 | 243 191   |
| 1860 | 269 701   |
| 1870 | 300 863   |
| 1880 | 329 877   |
| 1890 | 335 558   |
| 1900 | 340 263   |

| Ano  | População |
| ---- | --------- |
| 1910 | 363 625   |
| 1920 | 385 362   |
| 1930 | 402 051   |
| 1940 | 424 462   |
| 1950 | 465 267   |
| 1960 | 478 206   |
| 1970 | 521 820   |
| 1982 | 592 314   |
| 1990 | 599 151   |
| 1999 | 621 222   |
| 2010 | 646 305   |
| 2020 | 649 944   |